# First Comes Courage
First Comes Courage is een Amerikaanse dramafilm uit 1943 onder regie van Dorothy Arzner. Het scenario is gebaseerd op de roman Commandos: A Novel (1942) van de Amerikaanse auteur Elliott Arnold.

## Verhaal
Nicole Larsen is een spionne voor het Noorse verzet tijdens de Tweede Wereldoorlog. Door haar liefdesrelatie met de Duitse majoor Paul Dichter kan ze geheime informatie doorspelen aan de geallieerden. De Duitsers zijn het lek op het spoor en ze zitten Nicole op de hielen.

## Rolverdeling
| Acteur            | Personage              |
| ----------------- | ---------------------- |
| Merle Oberon      | Nicole Larsen          |
| Brian Aherne      | Kapitein Allan Lowell  |
| Carl Esmond       | Majoor Paul Dichter    |
| Isobel Elsom      | Rose Lindstrom         |
| Fritz Leiber      | Dokter Aanrud          |
| Erville Alderson  | Soren                  |
| Erik Rolf         | Ole                    |
| Reinhold Schünzel | Kolonel Kurt von Elser |